# Mamoudou Mara
Mamoudou Mara, né le 31 décembre 1990 à Conakry, est un footballeur international guinéen jouant au poste de défenseur central au FC Farvagny/Ogoz, en 2e Ligue interrégionale.

## Biographie

### En club
Mamoudou débute au petit club de Conakry, le FC Bah qui lui permet de jouer avec les cadets de la sélection guinéenne. Il rejoint ensuite la France et le FC Dijon Parc en 2009 où il reste une seule année. Après cette saison en Division d'Honneur, il est recruté par l'équipe réserve du Dijon FCO, en CFA 2. Il y joue cinq rencontre et est promu capitaine, inscrivant même un but.
Le 9 janvier 2012, l'AC Arles-Avignon évoluant en Ligue 2 le recrute. Il prend part à son premier match professionnel le 14 janvier 2012, face à l'ESTAC en étant titulaire. Finalement, il participe à douze matchs durant sa première saison avec notamment onze titularisations. Lors de la saison 2012-2013, il ne joue que quatre parties dont deux de Coupe de la Ligue. Ainsi, après seulement seize rencontres disputées en deux saisons et une année complète sans rentrer sur le terrain, Mamoudou résilie son contrat à l'amiable avec le club provençal.
À la suite de son départ de l'AC Arles-Avignon, il reste sans club pendant plus de six mois. Mais, le 15 août, il finit par s'engager auprès d'Yverdon-Sport FC, formation suisse évoluant alors en 4e division. Avec Yverdon, il termine second de son groupe, derrière Stade Lausanne, et obtient ainsi la qualification pour les finales de promotion. Pourtant, dès le premier tour des finales, son équipe est éliminée après une défaite 1-6 à domicile puis une nouvelle par la marque de 2-1 au retour contre le SC Kriens.
Après une saison en Suisse, Mamoudou est de nouveau un agent libre. Et malgré un essai auprès du Hobro IK, alors dernier en première division danoise, il n'est pas conservé, l'entraîneur du club déclarant disposer d'un effectif suffisamment fourni.
Le 30 août 2016 et après plus d'un an sans club, il signe au Mans FC.
Le 22 juin 2017, le FC Montceau Bourgogne officialise l'arrivée de Mamoudou Mara.

### En sélection
En 2012, Mamoudou est appelé pour la première fois avec le Syli national. Il s'impose rapidement dans la défense guinéenne malgré son manque de temps de jeu lors de sa seconde saison à l'AC Arles-Avignon.

## Statistiques
| Saison                | Club                  | Championnat             | Championnat | Championnat | Coupe(s) nationale(s) | Coupe(s) nationale(s) | Séries | Séries | Guinée | Guinée | Total | Total |
| Saison                | Club                  | Division                | M.          | B.          | M.                    | B.                    | M.     | B.     | M.     | B.     | M.    | B.    |
| 2011-2012             | AC Arles-Avignon      | Ligue 2                 | 12          | 0           | -                     | -                     | -      | -      | 3      | 0      | 15    | 0     |
| 2012-2013             | AC Arles-Avignon      | Ligue 2                 | 2           | 0           | 2                     | 0                     | -      | -      | 4      | 1      | 8     | 1     |
| 2013-2014             | AC Arles-Avignon      | Ligue 2                 | 0           | 0           | 0                     | 0                     | -      | -      | 2      | 0      | 2     | 0     |
| Sous-total            | Sous-total            | Sous-total              | 14          | 0           | 2                     | 0                     | 0      | 0      | 9      | 1      | 25    | 1     |
| 2014-2015             | Yverdon-Sport FC      | 1re Ligue Classic       | 21          | 3           | 0                     | 0                     | 2      | 0      | -      | -      | 23    | 3     |
| 2016-2017             | Le Mans FC            | CFA 2                   | 20          | 1           | 1                     | 0                     | -      | -      | -      | -      | 21    | 1     |
| 2017-2018             | FC Montceau Bourgogne | National 2              | 15          | 1           | 1                     | 0                     | -      | -      | -      | -      | 16    | 1     |
| 2020-2021             | FC Farvagny/Ogoz      | 2e Ligue interrégionale | 12          | 2           | -                     | -                     | -      | -      | -      | -      | 12    | 2     |
| 2020-2021             | FC Farvagny/Ogoz      | 2e Ligue interrégionale | 10          | 2           | 1                     | 0                     | -      | -      | -      | -      | 11    | 2     |
| Sous-total            | Sous-total            | Sous-total              | 22          | 4           | 1                     | 0                     | 0      | 0      | 0      | 0      | 23    | 4     |
| Total sur la carrière | Total sur la carrière | Total sur la carrière   | 92          | 9           | 5                     | 0                     | 2      | 0      | 9      | 1      | 108   | 10    |